# Egensäkerhet
Egensäkerhet, Ex i, är en skyddsteknik, eller med korrekt fackuttryck en utförandeform, för utrustning i explosiv gas- och/eller dammatmosfär. Egensäkert utförande ger skydd mot antändning av den explosiva atmosfären genom att tillgänglig elektrisk energi begränsas till en säker nivå inom utrustning och kablar så att antändning varken sker genom gnistor eller värme.
Eftersom metoden bygger på begränsning av tillgänglig energi i kretsen är det nödvändigt att inte bara den utrustning som är i explosiv atmosfär, utan även allt annat som ingår i kretsen är konstruerat på lämpligt sätt. 

## Explosiva miljöer
En explosiv atmosfär består av brännbara ämnen eller uppvirvlat damm och syre blandade i proportioner som kan antändas. Atmosfären antänds om tillräckligt många molekyler blir tillräckligt varma för att skapa den kemiska kedjereaktion som vi kallar brand eller, om förbränningen går mycket snabbt, explosion. Den utlösande värmen skapas av energi, till exempel från en elektrisk gnista, eller genom att energin värmer upp en yta till en tillräckligt hög temperatur.
Områden där explosiv atmosfär kan förekomma och utrustning för sådana miljöer indelas* i huvudgrupperna:   
- Kolgruva, explosionsgrupp I.  Kolgruveatmosfär kan vara explosiv genom metangas och koldamm.
- Övrig miljö med explosiv gasatmosfär, II.  Gasatmosfärer underindelas i explosionsgrupperna IIA, IIB och IIC efter vid vilken gnistenergi* de antänds och i temperaturklass T1, T2, T3, T4, T5 eller T6 efter vid vilken temperatur de antänds. IIC med bland annat vätgas och acetylen är mest lättantändlig med avseende på energi. T6 är mest lättantändlig med avseende på temperatur.
- Övrig miljö med explosiv dammatmosfär, III.  Dammatmosfärer underindelas efter hur finkornigt dammet är, det vill säga hur lätt dammet tränger in i en utrustning, och efter hur ledande det är, det vill säga om dammet kan orsaka interna oönskade överledningar eller kortslutningar i utrustning. Dammgrupperna är IIIA (nominell dammstorlek ≥0,5 mm), IIIB (finare än 0,5 mm) och IIIC (<0,5 mm och ledande). Damm indelas inte i temperaturklasser utan tändtemperaturen fastställs varefter man tillämpar säkerhetsmarginaler vid bestämmande av högsta tillåtna yttemperatur för dammatmosfär och olika tjocka dammlager.

* Enligt svensk (SS), europeisk (EN) och världsstandard (IEC). I till exempel USA förekommer också andra indelningar och utföranden (NEC 500) som avviker från världsstandard. Exi enligt NEC500 liknar Exi enligt IEC, men är inte identiskt.

## Indelning av egensäkra kretsar och utrustning efter explosiv miljö
Egensäker utrustning och egensäkra kretsar är normalt avsedda för explosionsgrupp I, IIA, IIB, IIC eller grupp III. (För explosiv dammatmosfär, grupp IIIA, IIIB och IIIC, ger utrustning av explosionsgrupp IIB nödvändigt skydd.) Utrustning i riskområde med explosiv gasatmosfär ska ha en temperaturklass som motsvarar områdets temperaturklass. Utrustning i riskområde med explosiv dammatmosfär ska ha tillräckligt låg högsta yttemperatur.

## Standarder
Standarder inom området egensäkerhet hanteras i Sverige av SEK Svensk Elstandard, teknisk kommitté TK31, och är framförallt: 
- SS-EN 60079-11  Explosiv atmosfär – Utrustning i egensäkert utförande ”i”
- SS-EN 60079-25  Explosiv atmosfär – Egensäkra system
- SS-EN 60079-0    Explosiv atmosfär – Utrustning – Allmänna fordringar
- SS-EN 60079-14  Explosiv atmosfär – Konstruktion, val och utförande av elinstallationer
- SS-EN 60079-17  Explosiv atmosfär – Kontroll och underhåll av elektriska installationer

Standarderna kan köpas från såväl Svenska institutet för standarder, SIS  som SEK Svensk Elstandard . 

## Egensäker krets
En krets i vilken varje gnista eller termisk effekt (värme) som kan uppstå vid normal drift, samt vid specificerade felfall, inte kan orsaka antändning av den explosiva atmosfär kretsen är avsedd för. I kretsen ingår bara kabel, egensäkra och enkla apparater samt egensäkra delar av tillhörande apparater.

## Egensäkert system
Ett sammankopplat system av elektriska apparater, beskrivna i en systembeskrivning, i vilket de kretsar eller de delar av kretsar som är avsedda att helt eller delvis finnas i explosiv atmosfär är egensäkra. De krav som ställs på ett egensäkert system, samt hur egensäkerheten beräknas, utvärderas och dokumenteras finner man främst i standarden SS-EN 60079-25 Egensäkra system, samt i installationsstandarden SS-EN 60079-14, kapitel 16 och bilagorna H, I samt J.  

## Egensäker utrustning av skyddsnivå "ia", "ib" och "ic"
Utrustning för explosiv atmosfär finns i tre skyddsnivåer/kategorier med olika nivå av säkerhet. De är anpassade för de tre risknivåer som riskområden (zoner), där explosiv atmosfär kan förekomma, är indelade i enligt klassningsstandard SS-EN 60079-10-1. Utförande med egensäkerhet finns av alla tre kategorierna, ”ia”, ”ib” och ”ic”. Därvid ställs högre krav på utförande ”ia” än på ”ib”, som det ställs högre krav på än på ”ic”. (De flesta andra utförandeformer ger inte kategori "ia".) 
Egensäkra kretsar inom en apparat, respektive i ett egensäkert system, ska inte (något förenklat) kunna orsaka explosion i följande fall: 

### "ia"
a) i normal drift plus alla de icke räkningsbara fel som ger det farligaste tillståndet, med säkerhetsfaktor 1,5;
b) i normal drift samt ett räkningsbart fel plus alla de icke räkningsbara fel som ger det farligaste tillståndet, med säkerhetsfaktor 1,5;
c) i normal drift samt två räkningsbara fel med säkerhetsfaktor 1,0 plus alla de icke räkningsbara fel som ger det farligaste tillståndet.

### "ib"
a) i normal drift plus alla de icke räkningsbara fel som ger det farligaste tillståndet, med säkerhetsfaktor 1,5;
b) i normal drift samt ett räkningsbart fel plus alla de icke räkningsbara fel som ger det farligaste tillståndet, med säkerhetsfaktor 1,5.

### "ic"
a) i normal drift med säkerhetsfaktor 1,0.

## Vad kan ingå?
I en egensäker krets kan det endast ingå:
- tillhörande apparat
- egensäker apparat
- enkel apparat
- kabel

Begreppen definieras i standarden SS-EN 60079-11 under 3.1.2, 3.1.3 respektive 3.1.5.

### Tillhörande apparat (ofta kallad "barriär")
En tillhörande apparat är en elektrisk apparat som utgör ett gränssnitt mellan vanliga kretsar och egensäkra kretsar samt begränsar energin i de egensäkra kretsarna. Den uppfyller kraven i SS-EN 60079-11 för utförande ”ia”, ”ib” eller ”ic”. 

### Egensäker apparat
En egensäker apparat är en elektrisk apparat i vilken alla kretsar är egensäkra och uppfyller kraven i SS-EN 60079-11 för utförande ”ia”, ”ib” eller ”ic”.

### Enkel apparat
En enkel apparat är en elektrisk komponent eller en kombination av komponenter med enkel konstruktion och med väl definierade elektriska parametrar som är förenliga med egensäkerheten i den krets i vilken den används. 
Enkla apparater kan vara:
a) passiva komponenter, som slutande/brytande kontakter, kopplingslådor, motstånd och enkla halvledarkomponenter
b) komponenter med väl definierade parametrar i vilka energi kan lagras, till exempel kondensatorer eller induktanser (spolar), vilkas värden beaktas när systemets egensäkerhet utvärderas
c) källor i vilka energi genereras, till exempel termoelement eller fotoceller, som inte genererar mer än 1,5 V, 100 mA och 25 mW. Eventuell induktans eller kapacitans behandlas under b) ovan.

## Utrustningskategori och skyddsnivå, EPL (Equipment Protection Level)
Genom ATEX-direktiv 94/9/EG infördes 1994 inom EES (det vill säga inom EU, EFTA och Schweiz) begreppet utrustningskategori med märkning 1, 2 eller 3 för säkerhetsnivå följt av G och/eller D för gas- och/eller dammatmosfär. I internationell standard infördes 2008 begreppet Equipment Protection Level, EPL, med samma betydelse genom standard SS-EN 60079-0:2009, men med märkning G eller D för gas- respektive dammatmosfär följt av bokstaven a, b eller c. (Bokstäverna motsvarar de som används för bland annat utförandena Ex ia och Ex ib.) För utrustning avsedd för både gas- och dammatmosfär görs märkningen för gas- respektive dammatmosfär nu på skilda rader. En komplett märkning inom EES omfattar både märkning enligt ATEX utrustningsdirektiv och enligt eventuellt använd Ex-standard. 
Utrustning av kategori 3 (EPL _c) ska ge säkerhet mot explosion i normal drift, kategori 2 (EPL _b) ska ge säkerhet i normal drift och vid ett fel (inklusive alla därav följande följdfel), kategori 1 (EPL _a) ska ge säkerhet i normal drift och vid två av varandra oberoende fel (inklusive alla därav följande följdfel). 
De tre skyddsnivåerna är anpassade för de tre risknivåer som områden, där explosiv atmosfär förväntas kunna förekomma, indelas i zon efter.
| Indelning av riskområden med Ex-atmosfär | Indelning av riskområden med Ex-atmosfär | Indelning av riskområden med Ex-atmosfär | Indelning av utrustning för Ex-atmosfär          | Indelning av utrustning för Ex-atmosfär          | Indelning av utrustning för Ex-atmosfär | Indelning av utrustning för Ex-atmosfär | Indelning av utrustning för Ex-atmosfär |
| Explosiv atmosfär väntas förekomma       | Riskområde zon                           | Riskområde zon                           | Utrustningskategori (enligt direktiv 2014/34/EU) | Utrustningskategori (enligt direktiv 2014/34/EU) | EPL (enligt standard)                   | EPL (enligt standard)                   | Orsakar inte explosion vid              |
| ---------------------------------------- | ---------------------------------------- | ---------------------------------------- | ------------------------------------------------ | ------------------------------------------------ | --------------------------------------- | --------------------------------------- | --------------------------------------- |
| Explosiv atmosfär väntas förekomma       | Gasatm.                                  | Dammatm.                                 | Gasatm.                                          | Dammatm.                                         | Gasatm.                                 | Dammatm.                                | Orsakar inte explosion vid              |
| Ständigt, ofta eller länge               | Zon 0                                    | Zon 20                                   | 1G                                               | 1D                                               | Ga                                      | Da                                      | Två oberoende fel                       |
| Tillfälligt i normal drift               | Zon 1                                    | Zon 21                                   | 2G                                               | 2D                                               | Gb                                      | Db                                      | Ett fel                                 |
| Sällan och kortvarigt                    | Zon 2                                    | Zon 22                                   | 3G                                               | 3D                                               | Gc                                      | Dc                                      | Normal drift                            |

## Märkning av egensäker utrustning
Hur egensäker utrustning ska märkas bestäms delvis genom ATEX direktiv 2014/34/EU och delvis genom standarderna SS-EN 60079-0 och SS-EN 60079-11. Märkningen är något förenklat som följer: 
|              | Riskområde zon | Lägsta krav på utförande för egensäker apparat | Lägsta krav på utförande för tillhörande apparat |
| Gasatmosfär  | Zon 0          | II 1G Ex ia II...                              | II (1)G [Ex ia Ga] II...                         |
| Gasatmosfär  | Zon 1          | II 2G Ex ib II...                              | II (2)G [Ex ib Gb] II...                         |
| Gasatmosfär  | Zon 2          | II 3G Ex ic II...                              | II (3)G [Ex ic Gc] II...                         |
| Dammatmosfär | Zon 20         | II 1D Ex ia III...                             | II (1)D [Ex ia Da] III...                        |
| Dammatmosfär | Zon 21         | II 1D Ex ia III...                             | II (2)D [Ex ib Db] III...                        |
| Dammatmosfär | Zon 22         | II 1D Ex ia III...                             | II (3)D [Ex ic Dc] III...                        |

Beteckningarna i tabellen ovan är inte kompletta (explosionsgrupp, temperaturklass och EPL saknas), men förklarar för många fall en stor del av märkningen av egensäker utrustning. Komplett märkning av en egensäker apparat kan t ex vara II 2G Ex ib IIB T6 Gb och för en tillhörande apparat kan märkningen vara II (1)G [Ex ia Ga] IIC. Märkningen blir mer komplicerad när en utrustning även har ett annat utförande, till exempel om en tillhörande apparat har ett annat skydd för att kunna installeras i explosivt riskområde. En sådan märkning kan, komplett med explosionsgrupp och temperaturklass, för en tillhörande apparat till exempel vara: II 2(1)G Ex db eb [ia Ga] IIC T4 Gb. 
(Plansch om Ex-märkningar)

## Väsentliga standarder för egensäkerhet
- SS-EN 60079-11 Explosiv atmosfär – Utrustning i egensäkert utförande ”i”
- SS-EN 60079-0  Explosiv atmosfär – Utrustning – Allmänna fordringar
- SS-EN 60079-25 Explosiv atmosfär – Egensäkra system
- SS-EN 60079-14 Explosiv atmosfär – Konstruktion, val och utförande av elinstallationer
- SS-EN 60079-17 Explosiv atmosfär – Kontroll och underhåll av elektriska installationer